# Plavecký Peter
Plavecký Peter (en allemand : Blasenstein-Sankt-Peter ) est un village de Slovaquie situé dans la région de Trnava.

## Histoire
La première mention écrite du village date de 1394.

## Démographie

### Évolution de la population
| Année:               | 1994. | 2004.   | 2014.   | 2024.   |
| -------------------- | ----- | ------- | ------- | ------- |
| Nombre de personnes: | 624   | 645     | 628     | 607     |
| Différence:          |       | +3,36 % | -2,63 % | -3,34 % |

| Année:               | 2023. | 2024.   |
| -------------------- | ----- | ------- |
| Nombre de personnes: | 610   | 607     |
| Différence:          |       | -0,49 % |